# 伴我同行 (電視劇)
《伴我同行》（英語：Those Were The Days）是香港亞洲電視和春天電視製作公司聯合製作的一齣20集電視劇，改編自杜国威的同名舞台剧，由焦媛、黃磊、李香琴及譚倩紅主演。

## 劇情簡介
1937年，中日全面抗戰爆發前，香港表面仍是一片娛樂昇平，夜夜笙歌，歌壇茶樓不斷啟業，聽曲藝的知音人蜂擁雲集，歌精舞勁的小曲歌后聶小瓊，最多知音捧場。熱血青年林旭，心懷家國，和巧怡，志文等數個同學創辦中國新一代雜誌社，矢志抗日，一次，他在派發抗日傳單時巧遇小瓊，初時誤會她傲慢，及後當知到她是失明人士，便欲以她為對象寫勵志文章，以激勵年青一輩，小瓊卻不肯接受訪問。林旭家境中上，其父不斷安排他結識高官，其母則安排他和閨秀相親，令林旭不勝其煩......
林旭為救小瓊受傷，小瓊終接受訪問。原來小瓊父親聶忠放棄當文武生轉而從商，在廣州開設綢緞莊，就在開張當日，小瓊和表兄尚志尚文，及下人漢媽的兒子蘇漢去城隍廟玩，卻不慎打翻香爐，小瓊因爐灰入眼兼錯誤用藥，令角膜受損而失明......
蘇漢自小已對小瓊愛慕，但礙於主僕有別，從不敢表明心跡。蘭姨知道後鼓勵蘇漢，要他發奮闖出事業。一日，小瓊、尚文在市集遇上賣唱的盲女寶玉，小瓊感對方身世可憐，接了她回家暫住，頓成莫逆，後來寶玉雖難逃被賣命運，但兩人心底內都留下了不可磨滅的印象，和對命運與人生有更深一層的體會。尚文的兄長尚志欠下賭場債項被打手脅持入歌壇，尚文經過見到，雖代尚志還債但對方還不肯罷休，驚動了鄰座的玉觀音出手相救......
將軍方強亦愛慕月荷，欲以權勢錢財逼她為姨太太，月荷不肯就範。方強知尚文和月荷相戀，竟設局令綢緞莊陷入困境。方強更派人捉去月荷和打傷尚文。忠夫婦大怒，說尚文不長進迷戀歌女，困他在家不許出外，並要他往北京大學留學。小瓊和蘭姨得二胡張協助，往求玉觀音相救，玉觀音救出月荷，尚文帶月荷見父母后，兩老亦接受了她，並允許他隨尚文同往北京。尚文走後，綢緞莊債主臨門，忠夫婦無力還債，債主遣流氓上門封鋪搬貨，帶頭的竟是尚志，忠嬸和智對罵，志竟欲打忠嬸，聶忠氣極中風，半身不遂。忠嬸迫於賣屋還債，並遣散下人，蘭姨對小瓊不離不棄，誓死跟隨。家道中落，忠嬸受盡坊眾白眼，叫苦連天。小瓊為幫補家計，決意拜玉觀音為師......
七七事變爆發、中日全面開戰，一眾大學生在港組織抗日後援，亦有多人想北上抗日，林旭決意上前線抗日。臨行前交訂婚介指予瓊，瓊揮手道別說一定等他回來。瓊亦改唱勵志和抗日歌曲，並開始為籌建盲人學校演唱籌款。籌款時重遇方強，方強透露了林旭是玉觀音兒子的秘密。小瓊質問玉觀音為何不認林旭，玉觀音卻說愛一個人應懂得為他犧牲，小瓊恍然大悟。小瓊和秋紅不斷籌款，已有所成，並悉數捐給教會興建盲人學校。學校落成之日，小瓊應邀參與開幕......

## 演員表
- 焦　媛 飾 聶小瓊
- 黃磊 飾 林旭
- 李香琴 飾 玉觀音
- 譚倩紅 飾 蘭姨
- 舒　燕 飾 巧兒
- 梁漢威 飾 聶忠
- 謝雪心 飾 聶忠妻
- 李潤祺 飾 聶尚文
- 何慕詩 飾 月荷
- 蘇昶 飾 蘇漢
- 黃璦瑤 飾 寶玉
- 邸寒光 飾 Tom朱